# Kanton Chaulnes
Der Kanton Chaulnes war bis 2015 ein französischer Wahlkreis im Arrondissement Péronne, im Département Somme und in der Region Picardie; sein Hauptort war Chaulnes. Vertreter im Generalrat des Departements war zuletzt von 1994 bis 2015 Philippe Cheval (DVD).
Der Kanton Chaulnes war 143,04 km² groß und hatte 6.896 Einwohner (Stand: 2006), was einer Bevölkerungsdichte von rund 48 Einwohnern pro km² entsprach. Er lag im Mittel 87 m, zwischen 32 m in Proyart und 112 m in Lihons.

## Gemeinden
Der Kanton bestand aus 22 Gemeinden:
| Gemeinde                | Einwohner Jahr | Fläche km² | Bevölkerungsdichte | Code INSEE | Postleitzahl |
| ----------------------- | -------------- | ---------- | ------------------ | ---------- | ------------ |
| Ablaincourt-Pressoir    | 278 (2013)     | –          | – Einw./km²        | 80002      | 80320        |
| Assevillers             | 286 (2013)     | –          | – Einw./km²        | 80033      | 80200        |
| Belloy-en-Santerre      | 160 (2013)     | –          | – Einw./km²        | 80080      | 80200        |
| Berny-en-Santerre       | 154 (2013)     | –          | – Einw./km²        | 80090      | 80200        |
| Chaulnes                | 1.975 (2013)   | –          | – Einw./km²        | 80186      | 80320        |
| Chuignes                | 134 (2013)     | –          | – Einw./km²        | 80194      | 80340        |
| Dompierre-Becquincourt  | 692 (2013)     | –          | – Einw./km²        | 80247      | 80980        |
| Estrées-Deniécourt      | 346 (2013)     | –          | – Einw./km²        | 80288      | 80200        |
| Fay                     | 109 (2013)     | –          | – Einw./km²        | 80304      | 80200        |
| Fontaine-lès-Cappy      | 53 (2013)      | –          | – Einw./km²        | 80325      | 80340        |
| Foucaucourt-en-Santerre | 283 (2013)     | –          | – Einw./km²        | 80335      | 80340        |
| Framerville-Rainecourt  | 480 (2013)     | –          | – Einw./km²        | 80342      | 80131        |
| Fresnes-Mazancourt      | 126 (2013)     | –          | – Einw./km²        | 80353      | 80320        |
| Herleville              | 188 (2013)     | –          | – Einw./km²        | 80432      | 80340        |
| Hyencourt-le-Grand      | 75 (2013)      | –          | – Einw./km²        | 80447      | 80320        |
| Lihons                  | 392 (2013)     | –          | – Einw./km²        | 80481      | 80320        |
| Omiécourt               | 240 (2013)     | –          | – Einw./km²        | 80608      | 80320        |
| Proyart                 | 667 (2013)     | –          | – Einw./km²        | 80644      | 80340        |
| Puzeaux                 | 271 (2013)     | –          | – Einw./km²        | 80647      | 80320        |
| Soyécourt               | 169 (2013)     | –          | – Einw./km²        | 80741      | 80200        |
| Vauvillers              | 266 (2013)     | –          | – Einw./km²        | 80781      | 80131        |
| Vermandovillers         | 145 (2013)     | –          | – Einw./km²        | 80789      | 80320        |